# Nicolas Lombaerts
Nicolas Lombaerts (nascut el 20 de març de 1985 a Bruges) és un futbolista belga.
Ha jugat de defensa en el FC Zenit Saint Petersburg i la selecció belga.